# 2017年卡達外交危機
2017年卡達外交危機（阿拉伯語：2017 الأزمة الدبلوماسية مع قطر）是沙特阿拉伯、巴林、埃及、阿联酋、也门亞丁政府（獲國際普遍承認）、利比亚東部政府（未獲國際普遍承認）、马尔代夫、葛摩和毛里塔尼亚以卡達支持恐怖主义为由，在2017年6月陸續宣布与其断交的事件。除指控卡塔尔支持恐怖主义外，参与此次断交的国家还认为卡塔尔干涉其内部事务及与伊朗保持关系。卡塔尔否认有关其支持恐怖主义的指控，且指出其始终在为美国带领下的军事打击伊斯兰国行動作出积极贡献。至於對伊朗维持密切关系一事，卡塔尔官方回應質疑，強調這是因為认为“德黑兰的影响力不容忽视”。約旦亦於6月6日降級對卡達外交關係，同時撤銷卡達王室所有的半島電視台在約旦的營運執照；塞內加爾、吉布地、查德和加彭也先後降低與卡達的外交層級。
沙特阿拉伯的举动得到了美国总统唐納·川普的好评，而伊朗官方则批评了川普的做法。中东地区的其他一些国家以及土耳其，俄罗斯和伊朗，呼吁通过和平谈判解决危机。
2021年1月5日，沙特阿拉伯、阿联酋、巴林、埃及宣布同卡塔尔恢复外交关系，卡塔尔外交危机开始缓和。

## 背景
卡塔尔与其他阿拉伯政权在不少问题上存在分歧：半岛电视台批評各國時弊，与伊朗的良好关系，一如既往地支持穆斯林兄弟会，卡塔尔还允许塔利班在境内设立分支机构。卡塔尔也是美国的一个重要盟友，美国在中东最大的军事基地乌代德空军基地就在此，美軍由此将兵力投往伊拉克、叙利亚和阿富汗的战事中。
巴林、沙特阿拉伯、阿联酋等都是海湾阿拉伯国家合作委员会（GCC）的一部分。多年以来，卡塔尔、沙特阿拉伯和阿联酋等都在相互竞争，以对阿拉伯世界施加影响。此次断交，相关国家指责卡塔尔支持恐怖主义，干涉相关国家的内政卡塔尔否认有关支持恐怖主义的指控，并指出卡塔尔一直在为美国主导的对ISIL的军事打击做出贡献。

### 争议问题
卡塔尔与伊朗一直保持着良好的关系。两国共享当前世界上最大天然气田：北方-南帕斯天然气田。该气田拥有重大地缘影响力。2017年4月，卡塔尔解除了颁布十二年之久的与伊朗合作开发天然气田地的自制禁令，两国将开始合作。据莱斯大学贝克研究所能源研究员Jim Krane介绍：“卡塔尔曾经某种意义上是沙特的一个属国。但它利用其天然气财富带来的自主权，为自身创造（不同于沙特的）独立性。… 最重要的是，为确保天然气这一财富来源，卡塔尔推动了与伊朗什叶派进行接触的区域政策。”自1995年上台以来，哈迈德·本·哈利法·阿勒萨尼认为，为确保国家安全，卡塔尔只能从沙特阿拉伯属国转变为沙特阿拉伯的竞争对手。这场外交危机现已成为伊朗合作伙伴和竞争对手之间的代理战争。“卡塔尔在美国和欧洲投资数十亿美元，然后再利用所得利润来支持哈马斯，穆斯林兄弟会，和与基地组织有關聯的团体。卡塔尔拥有駐外美军基地，美军利用该基地指挥其针对极端主义的地区战争。但卡塔尔所拥有的媒体网络正是这些极端主义分子的煽动者。”卡塔尔试图与相互拥有矛盾的各个国家和组织均建立良好的关系，“卡塔尔在其领土上为美军建立大规模军事基地，但又与伊朗关系密切；卡塔尔打击恐怖，但又资助伊斯兰国和叙利亚阵线 … 但卡塔尔却没明白，海湾地区区域权力是沙特阿拉伯，而且他现在的力量比以往任何时候都强。”
卡塔尔利用其中间人，协助叙利亚内战各方人质和平交流，以便受内战影响地区的平民可以安全撤离。但是，卡塔尔的军队也同在也门的親伊朗民兵作战，并支持叙利亚内战中与伊朗盟友阿萨德作战的反政府武装。
卡塔尔过去一直支持穆斯林兄弟会，而穆兄会的意识形态是反对君主制的。相比之下，沙特阿拉伯等则坚持瓦哈比主义。如沙特的穆罕默德·伊本·阿布多·瓦哈比家族的後代便指责卡塔尔背叛了“真正的萨拉菲道路”，要求卡塔爾的國家清真寺改名。沙特阿拉伯和其他海湾君主制国家也将穆斯林兄弟会视作对世袭统治的威胁。埃及军方很早就认定，穆兄会是“首要敌人”。2011年，在阿拉伯之春期间，卡塔尔支持抗议者革命，包括穆斯林兄弟会。相比之下，沙特阿拉伯则支持穆巴拉克，目前支持塞西。2013年，埃及軍方政變，終止穆兄會的民選政府。
卡塔尔被指支持恐怖主义。一些国家指责卡塔尔资助包括基地组织在叙利亚的分支机构努斯拉阵线,尽管其他阿拉伯国家也做出类似举动。卡塔尔和沙特阿拉伯也都参与了中情局牵头的代号Timber Sycamore的秘密行动，以训练和武装叙利亚反叛份子。
阿富汗塔利班和哈马斯的官员藏身于卡塔尔。卡塔尔辩称此举只是为了在地区冲突中充当调解人，譬如在2016年举办塔利班和阿富汗政府的对话。而批评者认为卡塔尔支持这两个组织。
2017年5月27日, 新当选的伊朗总统哈桑·鲁哈尼 与卡塔尔埃米尔塔米姆·本·哈迈德·阿勒萨尼通电话。鲁哈尼说：“区域内国家需要更多合作与协商以解决区域内危机。我们已经准备好在这方面开展合作。”
2017年5月，前美国国防部长、前中央情报局局长罗伯特·盖茨表示，在他记忆中“卡塔尔没有对哈马斯，塔利班，基地组织（的金融）网络有过任何强硬调查。”他对乌代德空军基地和其他设施的态度是：“美国军方没有任何设施是不可替代的。”卡塔尔拥有中东地区美国最大的军事基地乌代德空军基地，美国由此将军力投往伊拉克、叙利亚和阿富汗的战事中。据《华尔街日报》报道，在奥巴马总统的第一任期内，国家安全委员会中的一些成员游说将一个美国的战斗机中队移出乌代德空军基地以抗议卡塔尔支持中东的武装组织。

### 以前的外交事件
2002年，由于半岛电视所谓的对沙特阿拉伯的批评态度，沙特阿拉伯撤回其驻卡塔尔大使。在半岛电视台保证将限制其对沙特阿拉伯的报道后，沙特在2008年重新建立与卡塔尔的外交关系。
2014年3月，巴林、沙特阿拉伯和阿联酋各自从卡塔尔召回大使，抗议卡塔尔干涉他们的内政。最终，卡塔尔在八个月后屈服，强迫穆兄会成员离开卡塔爾，事件才得以平息。
2015年2月，埃及-卡塔尔关系進一步惡化，埃及军方空袭伊斯兰国在邻国利比亚的营地，以此回应埃及科普特人遭斩首事件。空袭遭到播出平民伤亡画面的半岛电视台谴责。此外，卡塔尔外交部长对空袭持保留意见。此举促使埃及驻阿拉伯国家联盟特使塔里普·阿德尔（Tariq Adel）指责卡塔尔姑息养奸。埃及平民也发起网上运动声讨卡塔尔政府。海湾阿拉伯国家合作委员会一度網上發佈公告反对埃及的指责，其秘书长认为该说法极其错误。數小時後，該委員會否認有此公告，秘書長表示委員會支持埃及的空襲；巴林官方表示這是因為委員會網站是卡塔爾掌握的緣故。不久后，卡塔尔出于“协商”，从埃及召回大使。

## 发展

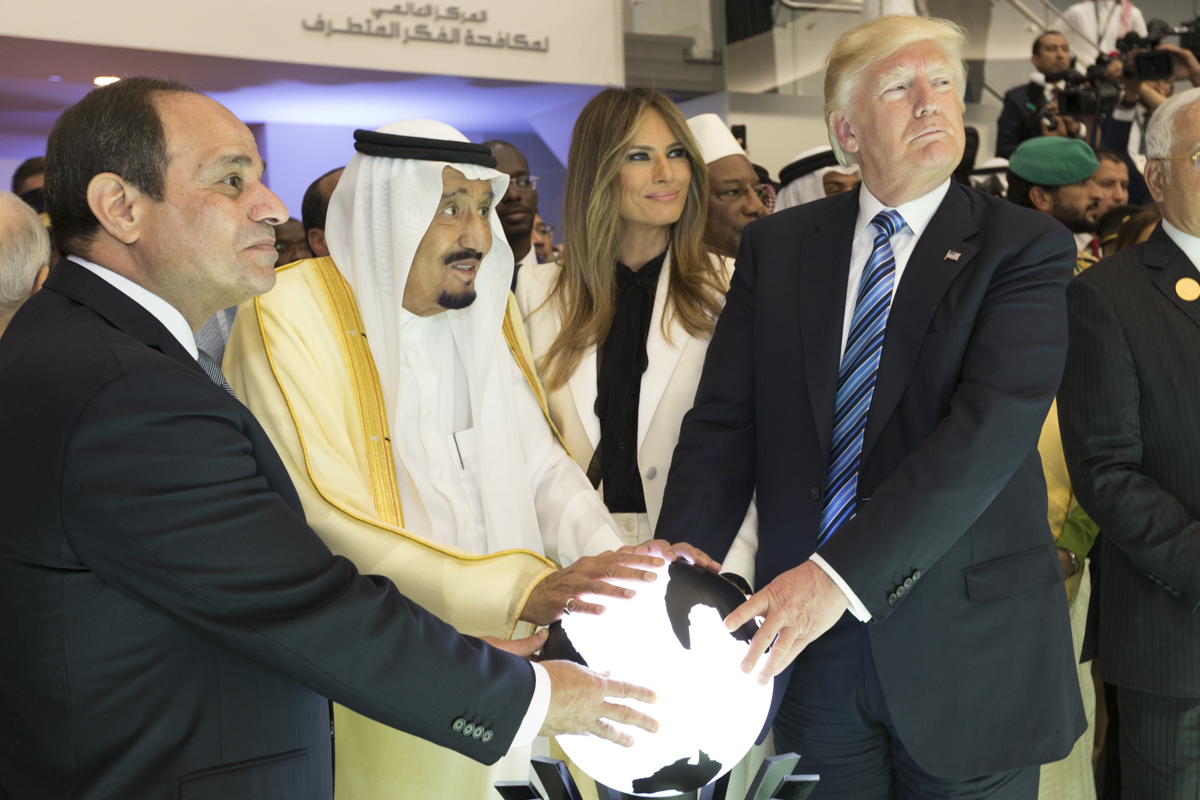
2017年5月21日，美国总统唐纳德·特朗普与沙特国王萨勒曼·本·阿卜杜勒-阿齐兹·阿勒沙特及埃及总统阿卜杜勒-法塔赫·塞西为全球打击极端主义意识形态中心揭幕。

断交的确切原因尚未明确，但目前的新闻报道主要将危机归因于2017年4月至5月间的若干事件。

### 2017年4月人质谈判
2017年4月，卡塔尔卷入与逊尼派和什叶派武装分子间的交易，这些武装分子位于伊拉克和叙利亚。这笔交易有两个目的。直接目的是为确保归还被什叶派武装分子绑架的26名卡塔尔人质（包括卡塔尔王室成员）。这些人质在伊拉克南部猎鹰时被绑，并被囚禁了超过16个月。第二目的是让逊尼派和什叶派的武装分子允许人道主义援助通过他们的叙利亚占领区，并允许平民安全撤离。据纽约时报报道，单单在叙利亚马达亚村，就有至少2,000名平民撤离。
沙特阿拉伯和阿联酋不满于卡塔尔达付出的巨额赎金。据金融时报报道，卡塔尔向伊朗支持的什叶派民兵支付了7亿美元，向沙姆解放组织提供了120-140万美元，向自由沙姆人伊斯兰运动组织支付了8000万美元。

### 2017年利雅得峰会
2017年5月底，包括美国总统唐纳德·特朗普在内的多国领导人抵达中东，参加2017年利雅得首脑峰会。期间他曾大力支持沙特阿拉伯打击伊朗的伊斯兰极端组织和穆斯林兄弟会，促使两国达成军火交易，向沙特售武。特朗普撑腰或许促使其他逊尼派国家与沙特阿拉伯站在同一阵线与卡塔尔断交。特朗普的公开支持为沙特壮胆并对其他海湾国家（例如阿曼和科威特）形成威慑。使这些国家担心任何违反沙特和阿拉伯联合酋长国的国家，将会受到类似卡塔尔所遭受的排斥。

### 卡塔尔网站遭入侵
2017年5月，卡塔尔国营传媒的网站与其他政府媒体平台据称遭黑客攻击。据半岛电视台报道，黑客在卡塔尔国营传媒的网站上发布卡塔尔埃米爾塔米姆·本·哈迈德·阿勒萨尼的虚假评论，表明埃米尔支持伊朗、以色列、哈马斯、真主黨。评论引述埃米尔的话说：“伊朗是地区和伊斯兰势力中一股不容忽视的力量，正面抵抗伊朗是不明智的。伊朗是保障该地区稳定的力量之一。”卡塔尔方面表示这是偽造的，并不知道新闻的出处。。尽管如此，这些言论被阿拉伯新闻媒体，包括位于阿拉伯联合酋长国的阿拉伯语天空新闻台和阿拉伯卫星电视台广泛转载宣传。2017年6月3日，巴林外交部长卡里德·本·艾哈迈德·阿勒哈里发的Twitter账户被黑。
最初，由美国安全机构收集的情报表明，网络入侵卡塔尔是俄罗斯黑客所为。不过，面对纽约时报的询问，美国官员透露，“不确定黑客入侵为俄罗斯国家行为”。同时，英国卫报编辑 Patrick Wintour 报道称，相信俄罗斯政府并没有参与此次黑客入侵；相反，这次网络入侵是受政府或个人雇佣的独立黑客进行的。一位美国外交官员称，俄罗斯及其盟友伊朗方面受益于该地区美国盟友之间的不和，“特别是如果令美国很难利用卡塔尔作为主要军事基地时”。联邦调查局派出一批调查员抵达多哈，协助卡塔尔政府调查黑客事件。晚些时候，纽约时报报道称，黑客攻击事件可能是卡塔尔与其他海湾国家之间长期网络战争的一部分，只不过在最近发生的事件中才向公众透露。报道指出，沙特阿拉伯和阿拉伯联合酋长国的媒体在黑客发布新闻不到20分钟的时间里就开始提及相关声明，并开始采访许多早已准备好的评论员以反对卡塔尔。

### 半岛电视台
2017年5月，阿联酋驻美国大使优素福·阿勒-奥特巴（Yousef Al-Otaiba）的电子邮箱据称遭黑客攻击，曝光邮件“令人十分难堪”、疑似表明阿联酋和亲以色列组织美国保卫民主基金会有关联。该消息被卡塔尔资助的半岛电视台和《阿拉伯赫芬顿邮报》曝光。阿拉伯国家把电子邮件攻击的相关媒体报道視为卡塔尔的挑衅，这加深了双方国家间的裂缝。6月9日，网络攻击席卷半岛电视台全部媒体网络。

## 断交事件

用红色标识的国家和卡塔尔在本次危机中断交。

2017年6月5日到6日，沙特阿拉伯、阿联酋、也门、埃及、马尔代夫、利比亚东政府和巴林分别宣布和卡塔尔切断外交关系
断交国家实施了一系列外交行动。各國當中，沙地阿拉伯的制裁最為嚴厲。。沙特阿拉伯和阿联酋通知港口和货运代理商，不要接收卡塔尔公司或个人的船舶和船只。沙特阿拉伯关闭了和卡塔尔的边境，导致伊朗需向卡塔尔派送食物船运。沙特阿拉伯限制卡塔尔航空使用其领空。卡塔尔被迫重新规划路线通过伊朗领空飞往非洲和欧洲。沙特阿拉伯央行建议下辖银行和卡塔尔银行，交易时不要用卡塔尔里亚尔。
卡塔尔批评相关禁令。卡塔尔外交大臣穆罕默德·本·阿卜杜拉赫曼·阿勒萨尼谴责相关禁令，认为这破坏了卡塔尔的主权。他在声明中強調，这些措施是不公正的，所仰赖的说法是错误且毫无根据的。目标很明确，就是要强行监护国家。这本身侵犯了卡塔尔的国家主权。这次的煽动事件仰赖于完全是捏造的谎言。他说，沙特阿拉伯关于卡塔尔的声明是矛盾的：一方面，沙特阿拉伯声称卡塔尔正在支持伊朗，另一方面声称卡塔尔正在资助逊尼派反对伊朗的极端主义分子。
参与禁令的海合会国家命令他们的公民离开卡塔尔。沙特阿拉伯、阿联酋和巴林给卡塔尔游客和居民两周时间离开他们的国家。巴林和埃及的外交部长要求卡塔尔外交官在48小时内离开他们的国家。沙特领导的干预也门行动也将卡塔尔排除出去，同时也门也与卡塔尔断交。科威特和阿曼保持中立。
沙特阿拉伯向利雅得的科威特调解员介绍了对卡塔尔的要求。这些包括切断与伊朗的所有联系，驱逐哈马斯和穆斯林兄弟会的成员，限制半岛电视台的报道自由，停止“干涉”外国事务，停止资助或支持恐怖组织。
乍得政府6月時召回大使降低外交層級，8月時以卡塔爾支持境內恐怖團體宣佈斷交，並要求卡塔爾關閉使館撤回使團。
截至2017年8月24日，10个主权国家政府已经与卡塔尔切断了外交关系。
- 巴林
- [2]（已恢復邦交）
- [92]
- 埃及
- 馬爾地夫（已恢復邦交）
- 毛里塔尼亚
- 沙烏地阿拉伯
- 塞内加尔[93]（已恢復邦交）
- 阿联酋
- 葉門

利比亚东部政府声称与卡塔尔切断外交关系，尽管该政府在卡塔尔没有外交代表。自行宣布独立的索马里兰共和国，其政府于2017年6月10日宣布与卡塔尔断交，以与沙特阿拉伯，阿联酋和埃及团结一致。
到2017年8月24日，有4个国家与卡塔尔外交降级，但没有完全切断外交关系。
- [99]
- [100]
- 约旦[94]
- 尼日尔[101]

多个国家及联合国呼吁通过对话解决外交危机：
- 阿尔及利亚[103]
- 中國
- 衣索比亞[104]
- 德国[105]
- 几内亚[106]
- 印度[107]
- 印度尼西亞[108]
- 伊朗[109][110]
- 科威特[111]
- 摩洛哥[112]
- 阿曼[113]
- 巴基斯坦[114]
- 俄羅斯[11]
- [115]
- 苏丹[9][10]
- 突尼西亞[116]
- 土耳其[117]
- 英国[64]
- 美国（僅限美國國防部和美國國務院）

### 各国反应
6月7日，泰晤士報引情報顧問公司IHS Markit的中東問題專家意見，報導當地媒體正盛傳沙地阿拉伯等國慫恿卡塔爾軍方發動政變，其中中東風險分析機構「基石全球夥伴」的創辦人也認同37歲的卡塔爾埃米爾塔米姆地位不穩，原因出於登基三年間得罪沙地阿拉伯、埃及等區域內大國，並縱容母后穆扎干政，引來王室和國內兩大部族不滿。當地政治評論認為卡塔爾若想求和，至少必須失去半島電視台。俄羅斯否認指示駭客的指責。卡塔爾正向伊朗、土耳其等國在食物等物資方面求援，其中土耳其已準備援助食物和其它緊急物資。
- 伊朗：外交部长（英语：List of Ministers of Foreign Affairs of Iran）穆罕默德·贾瓦德·扎里夫发布推特表示，“邻居是永远的，地理不会改变。胁迫从来不会是解决之道。对话是迫切的，特别是神圣的斋月期间。”总统哈桑·鲁哈尼办公室副主任哈米德·阿伯泰勒比（英语：Hamid Aboutalebi）发推文表示，“现在发生的事情是（特朗普）舞剑的初步结果”[109][110]。同时，伊朗向卡塔尔派遣了食物船[82]。
- 俄羅斯：克林姆林宫发言人德米特里·佩斯科夫倡议波斯湾和平稳定下来，不能干涉他们的内政。俄罗斯希望情况不会影响反恐战争的一致精神和决心[119]。
- 以色列：国防部长阿维格多·利伯曼表示，卡塔尔和阿拉伯国家的外交裂痕为反恐战争的合作提供了机会：“阿拉伯国家斷絕了與卡塔尔的外交关系，並非因為以色列或巴勒斯坦问题，而是因为對伊斯兰激进恐怖主义的惧怕[120]。”
- 中华人民共和国：针对这一危机，中国外交部新闻发言人华春莹表示，希望有关国家通过对话协商妥善解决分歧，维护团结，共同促进地区和平与稳定。[121]
- 越南：越南外交部發言人黎氏秋恆發表聲明指出希望各國早日建立對話機制，尋求確保相關各方利益和諧的有效措施，為各國人民帶來利益，為區域和平與穩定做出貢獻。
- 德国：德國外交部長西格玛尔·加布里尔表示支持卡塔尔并谴责断交行为。[14]他指责美国总统唐纳德·特朗普挑起中东国家间冲突。[122]
- 印度：近700万印度人生活在波斯湾地区，是卡塔尔、沙特阿拉伯和阿联酋最大的移民群体。印度外部事务部长蘇詩馬·斯瓦拉吉告诉记者，“这件事对我们来说不成挑战。这是海湾阿拉伯国家合作委员会的内部事务。我们只关心那里的印度人。我们希望了解有没有印度人被困[123][124]。”
- 印度尼西亞：印度尼西亚外交部长说，断交事件对印度尼西亚影响很大。考虑到印度尼西亚本身是一个伊斯兰国家，并且这一冲突发生在斋月期间，6月10日印度尼西亚总统佐科·维多多致电土耳其总统和卡塔尔埃米尔以寻求解决方案。[125]
- 模里西斯：毛里求斯与卡塔尔断交的传闻被毛里求斯政府驳斥。[126][127]《沙特公报》一篇新闻誤稱毛里求斯已与卡塔尔断交，并称毛里求斯的副总理发表了一份公报，保证他的国家支持沙特阿拉伯。这份错误报道导致多个网站的进一步误报。不过，毛里塔尼亚副总理肖库塔里·苏登接受Le Défi传媒集团访问时驳斥了相关报道。随后毛里求斯外交部发表声明称，毛里求斯继续与卡塔尔保持外交关系。[126][127]
- 巴基斯坦：巴基斯坦虽然是沙特阿拉伯的盟友，但没有和卡塔尔切断外交关系的计划[128]。沙特阿拉伯则希望巴基斯坦展现团结的一面[129]。巴基斯坦议会议员通过一项决议敦促各方“表现克制，通过对话解决分歧”。[114]巴基斯坦石油与自然资源部部长称，巴基斯坦将继续从卡塔尔进口液化天然气。[130]由卡塔尔埃米尔的特使率领的六人卡塔尔代表团访问了巴基斯坦，要求巴基斯坦在解决外交危机中发挥积极作用。巴基斯坦总理纳瓦兹·谢里夫说，巴基斯坦将尽其所能解决外交危机，并呼吁穆斯林世界在结束国家间敌对方面发挥作用。[131]据土耳其广播电视公司报导说，巴基斯坦将在卡塔尔部署2万名士兵，但巴基斯坦外交部拒绝媒体报道。[132]
- 菲律賓：6月6日，菲律賓勞工部長貝約表示，由於擔憂當地菲國工人遭遇到各種問題，目前將暫停輸出勞工前往卡達[133]。不过，在6月7日，菲律宾开始许可输出返乡探亲的工人和拥有海外就业证书的工人。不过依然禁止输出新务工者。[134]禁令于6月15日全面解除。[135]

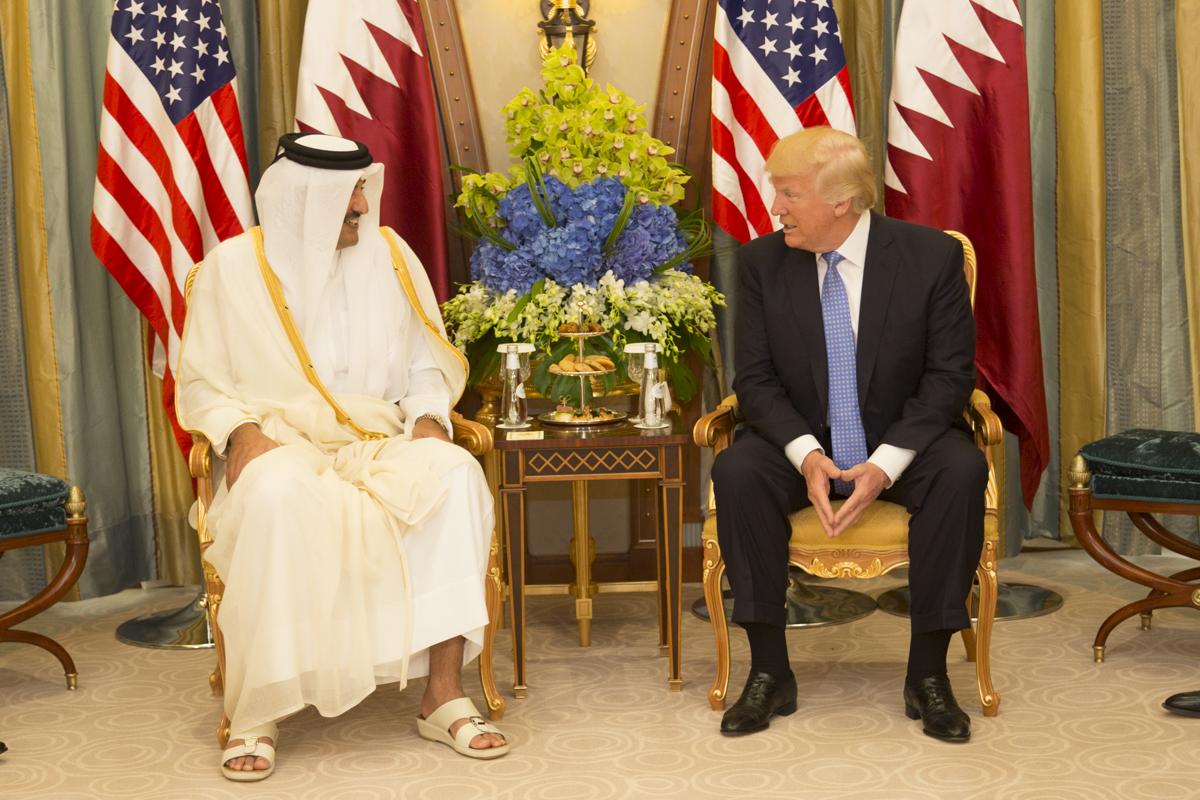
美国总统唐纳德·特朗普与卡塔尔埃米尔塔米姆·本·哈迈德·阿勒萨尼，2017年5月

- 美国：美国总统唐纳德·特朗普在一系列推文中承认设计外交危机。[136]6月6日，特朗普发表推文称：「在我近期中东之行中，我明确指出再也不能资助极端意识形态了。（六国）领袖们直指卡塔尔——看吧！」[136][137]一个半小时后，他再次在推特表态「很高兴看到先前沙特之行中同沙特国王及50多个国家领导人的会晤已经起效。他们说会采取强硬手段应对资助极端主义的行为，所有线索均指向卡塔尔。也许这会是终结恐怖主义的开端！」[138][139][140]

这些发言与美國國防部和美国国务院保持中立的立場相违背。國防部赞扬卡塔尔运营维护乌代德空军基地，并赞扬其对“区域安全的持续承诺”。美国驻卡塔尔大使司徒秀也发出类似的消息。早些时候，国务卿雷克斯·蒂勒森采取中立立场，敦促各方“坐下来对待这些影响”。他表示：“我不指望这次事件会带来什么明显的冲击，如果有冲击的话，就是地区或全球的反恐战争统一了”。卡塔尔所负责的乌代德空军基地驻扎美军一万多人，为美国中央司令部前线作战指挥中心，指挥美国在叙利亚，伊拉克和阿富汗的空袭行动。五角大楼的发言人称卡塔尔外交危机不会影响美国在卡塔尔的军事部署。
6月8日，美國總統川普致電卡塔爾埃米爾表示願意居中斡旋協調，並願意以白宮為場地。这一提议被拒绝，卡塔尔官员随后表示，埃米尔在卡塔尔受封锁期间无意离家卡塔尔。6月9日，特朗普一度把责任归咎于卡塔尔，称封锁“艰难但必须”，同时声称卡塔尔“高度”资助恐怖主义，并将卡塔尔描述为“在资金援助方面具有极端主义意识形态”。但这个声明与同一天国务卿雷克斯·蒂勒森呼吁海湾国家放宽封锁的评论相冲突。
6月13日，沙特外交部长阿德尔·朱拜尔在华盛顿与蒂勒森会晤后表示“不存在封锁行为”，“我们所做的只是不允许他们使用我们的领空，这是我们的主权。”，同时声明萨勒曼国王国际人道主义援助和救济中心在需要时会向卡塔尔提供食物或医疗援助。6月21日，特朗普在爱荷华发表演讲时称，“我们不能让这些极其富裕的国家为激进伊斯兰恐怖主义或任何恐怖主义提供资金”，指其在2017年5月访问利雅得，同沙特国王萨勒曼会晤，并敦促结束恐怖主义的资助后，资助就没再发生过，“他听进去了我的话，而现在他们（沙特）正在与其他资助恐怖主义的国家进行战斗。我认为我们有很大的影响力。”
- 土耳其：外交部长梅夫卢特·恰武什奥卢告诉记者，“各国或许存在一些问题，但是对话必须在所有解决问题的氛围都平静下才能继续。目前的情形让我们感到悲伤，我们会为局势正常化提供任何援助。”他敦促各方解决他们的差异，帮助外交正常化[117]。6月7日，土耳其议会以240票赞成，98票反对，于5月初起草立法允许土耳其部队部署在卡塔尔的土耳其军事基地。[154][155]在6月13日的演讲中，土耳其总统雷杰普·塔伊普·埃尔多安称孤立卡塔尔的行为“不人道并与伊斯兰教的价值观相违背”，并称“抹黑卡塔尔的行为无法达成目的”。[150]
- 加彭：加蓬外交部也发表声明，谴责卡塔尔“不遵守国际承诺和反恐协定”。[156]
- 埃及：6月8日，埃及驻联合国副大使伊哈布·穆斯塔法（Ihab Moustafa）呼吁联合国安全理事会启动对卡塔尔的调查，声称其为了释放包括皇室成员在内的26名卡塔尔人质，“向活跃在伊朗境内的一个恐怖组织付了10亿美元”，违反联合国决议。2015年12月16日，大量卡塔尔人在伊拉克南部沙漠的一处游隼猎人营地遭绑架；18个月后的2017年4月，人质获释。作为应对，卡塔尔外交官重申了他们对联合国消除恐怖主义财务支持的决议的承诺[157][158]。
- ：厄立特里亚拒绝沙特阿拉伯和阿拉伯联合酋长国要求与卡塔尔断交的请求，称其“与卡塔尔兄弟人民的牢固关系”。[159]不过在6月12日，厄立特里亚发表声明称孤立卡塔尔“是充分实现区域安全与稳定的诸多设想之一”，但其本身并未与卡塔尔断交。[160]
- 英国：英国外交大臣鲍里斯·约翰逊表示，卡塔尔需要做更多的工作以停止资助极端主义团体，但也敦促海湾国家放宽封锁。[161]
- ：2017年6月，卡塔尔政府聘请了前美國司法部長约翰·阿什克罗夫特代表卡塔尔进行游说，及反驳国际上支持恐怖主义的指控。[162][163][164][165]

### 非政府组织反应
国际特赦组织谴责危机，指责沙特阿拉伯，巴林和阿拉伯联合酋长国玩弄人民的生活。国际特赦组织国际问题副主任詹姆斯·林奇（James Lynch）表示：“这些激烈的措施已经造成残酷的现实，分离孩子与父母，丈夫与妻子。不仅卡塔尔，也包括实施禁令的国家，来自这些国家的人们，他们的工作和教育机会被干扰。涉及这一争端的所有国家必须确保其行为不会导致侵犯人权。”国际特赦组织收到了家人无法访问亲属，学生无法复课，工人无法上班的案例报告。
挪威难民委员会表示担心。由于卡塔尔是向巴勒斯坦提供人道主义和基础设施援助的主要来源，危机将影响巴勒斯坦的重建。

## 影响

### 航空飞行
阿联酋航空、海湾航空、埃及航空、迪拜航空、阿拉伯航空和沙特阿拉伯航空和阿提哈德航空暂停了卡塔尔进出港航班。埃及、沙特阿拉伯、阿联酋禁止在卡塔尔注册的航班飞越上空。巴林严格限制任何卡塔尔航班飞越该国领空。
作为回应，卡塔尔航空也暂停了沙特阿拉伯、阿联酋、埃及和巴林的航班业务。作为代替，卡塔尔的非洲与欧洲航线调整为飞经伊朗领空。
巴基斯坦国际航空派出航班接载550名困于多哈哈马德国际机场的巴基斯坦朝圣者，飞往马斯喀特。
私人飞机旅行也受到此次危机的影响。商务航空委员会官员表示，卡塔尔与断交国家之间的私人航班现在需要在第三国停留。在卡塔尔登记的飞机不能飞往断交国家，反之亦然。两位官员表示，尽管商业航线经营者可以申请不间断飞行航线，但迄今为止的要求已经全部被拒，飞机必须在第三国停留。

### 航运
航运方面，阿联酋禁止挂卡塔尔国旗的船只停靠富查伊拉港口，同时禁止和卡塔尔港口的航运往来。阿联酋对杰贝阿里港口也实施了类似的禁令。同样实施相同禁令的还有巴林、埃及和沙特阿拉伯。以上禁令使得航运巨头马士基运输不能完全从卡塔尔通过水路进出货物。由于卡塔尔港口为浅水港，大型货船需要停靠在杰贝阿里或其他附近的港口卸货，再将货物运输至卡塔尔。

### 产品供应
卡塔尔约80%的食物供给来自海湾地区的阿拉伯邻国，本国仅出产1%的食品。即使从海湾国家以外进口食品，食品运输通常也会越过与沙特阿拉伯的陆地边界，而此边界现已封闭。断交后不久，当地媒体表示居民“蜂拥”至各大杂货店，希望囤积食物。许多食物运送卡车仍滞留在沙特和卡塔尔的边境。2017年6月8日，卡塔尔外交大臣谢赫·穆罕默德·本·阿卜杜拉赫曼阿勒萨尼表示：“我们不担心食物短缺，我们没有问题。我们可以像这样一直活下去，我们做好了准备。”。卡塔尔与土耳其和伊朗持续进行谈判，以确保供水和食物供应。2017年6月11日，伊朗派出了四架水果和蔬菜货机，并承诺会持续供应。土耳其已经承诺粮食和供水将与土耳其部队一起部署在卡塔尔的土耳其军事基地。卡塔尔从土耳其、伊朗等国大量进口商品后，在超市中仍然可以看到不少经由阿曼、科威特等第三国进入卡塔尔产自沙特、阿联酋等国的商品。卡塔尔经济和贸易部于2018年5月26日下令，禁止进口和销售来自沙特、阿联酋、巴林和埃及的产品，也不允许经由第三国进口这四个国家的产品。

### 媒体封锁
沙特阿拉伯、埃及、巴林和阿联酋全面封锁卡塔尔新闻机构，包括最受阿拉伯国家欢迎的半岛电视台。半岛台在沙特当地设立的办公室关闭。英国广播公司推测，半岛台生变数是和平解决的必要环节。
阿联酋禁止任何人发表同情卡塔尔的言论，一经发现，会被判处15年监禁并罚款50万迪拉姆。
2017年6月8日，巴林跟进以上禁令禁止上述方式同情卡塔尔，违者将被罚款并最高监禁5年。

### 金融
国际货币基金组织表示判断外交危机的经济影响为时尚早。由于卡塔尔里亚尔汇率跌至11年新低，标准普尔下调卡塔尔主权债务评级一个等级，从AA降级到AA-。卡塔尔股市下跌7.3％，跌至一年多以来的最低水平。

### 邮政服务
2017年6月6日，阿联酋邮政停止向卡塔尔提供服务。

### 能源供应
卡塔尔是全球主要液化天然气生产者。尽管已经同阿联酋断交，卡塔尔天然气仍然通过阿布扎比海豚能源公司的管道，向以上两个国家输送天然气。该管线满足了阿联酋能源需求的30-40％。
对卡塔尔的航运限制使多条海湾地区油气进出口航线被迫改线，这引起了许多能源市场的混乱。2017年6月8日，由于卡塔尔进口天然气占英国全部进口天然气市场近三分之一份额，英国的天然气期货飙升近4％。

### 朝覲
沙國與卡達斷交後，雖未禁止卡達國籍的穆斯林前往麥加進行朝覲，但因兩國間國界關閉、陸海空交通全部中斷，沙國限制卡達穆斯林只能從臨時開放的陸路邊境薩爾瓦，或搭乘其他航空公司班機經第三國中轉，且僅能在吉達和麥地那申請落地簽入境，造成2017年卡達穆斯林成行前往朝覲人數不到千人。

### 體育賽事
在外交危機發生的同時，有部分國家更主張收回卡達在2022年國際足協世界盃的主辦權，並抵制在卡塔爾舉辦的第24届海湾杯足球赛。2019年卡塔爾國家足球隊參加在斷交國家阿聯酋舉辦之2019年亞洲盃足球賽，卡塔爾四強面對主辦國阿聯酋，最後卡塔爾以4-0勝出，但賽事受到阿聯酋球迷抗議，最後卡塔爾決賽擊敗日本奪冠。同年11月，沙特、阿联酋与巴林三国足协更改主意，允許其代表队赴卡塔尔参加第24届海湾杯足球赛。

## 对卡塔尔的要求和回应
沙特阿拉伯，阿拉伯联合酋长国，埃及和巴林，通过科威特作为调停人，向卡塔尔发出了13项要求清单，要求卡塔尔需在10天内同意所列全部要求。根据6月23日的报道，这些要求包括：
- 关闭半岛电视台及其附属电视台。
- 关闭土耳其駐卡塔尔军事基地，不允许土耳其军队出现在卡塔尔，不允许与土耳其的任何军事合作。
- 消弱与伊朗的关系，只允许与伊朗从事符合美国和国际制裁的贸易和商业往来。[206]
- 驱逐任何伊斯兰革命卫队隊员，切断与伊朗的军事和情报合作。[207]
- 据一位阿拉伯官员称“卡塔尔必须宣布断绝与恐怖分子，意识形态和宗派组织的关系，包括穆斯林兄弟会，伊斯兰国，基地组织，真主党和征服沙姆阵线（前基地组织在叙利亚的分支）。”
- 交出所有在卡塔尔的指定恐怖分子，并对认定为恐怖分子的个人，团体或组织停止一切资助手段。
- 卡塔尔应该停止干涉四国的内政外交事务，并停止与政治反对派接触。
- 停止向沙特、阿联酋、埃及和巴林国民授予卡塔尔公民资格。
- 拥有卡塔尔公民身份的四国国民如果所获取公民身份违反所在国法律，撤销卡塔尔公民身份。[206]
- 对近年来所在造成的错误进行赔偿。
- 接受10年监察。[204]
- 关闭卡塔尔直接或间接资助的多家新闻媒体，包括Arabi21，Rassd，Al-Araby Al-Jadeed 和 Middle East Eye。
- 在军事，政治，社会，经济方面与其他海湾和阿拉伯国家配合，以及在经济事务上符合与沙特阿拉伯在2014年签署的协议[206]

据半岛电视台报道，“卡塔尔官员立即驳回了该文件，文件内容既不合理也不可行。”伊朗谴责封锁。美国国务卿雷克斯·蒂勒森说，有些要求很难达成，但鼓励进一步的对话。
6月23日，土耳其拒绝关闭土耳其在卡塔尔的军事基地的要求。
沙特阿拉伯7月3日接受了科威特的请求，最后限期延长至48小时。
埃及、沙特阿拉伯、阿联酋和巴林的外交部长收到卡塔尔的要求清单后，于7月5日在卡罗会谈。会议旨在解决最终陷入僵局的争端，沙特外交部长阿德尔·朱拜尔（Adel al-Jubeir）强调会持续政治和经济抵制，直至卡塔尔改变政策。

## 後續
在美國斡旋下，2021年1月，沙特阿拉伯取消对卡塔尔的禁運。1月5日，沙特外交大臣在第41届海湾阿拉伯国家合作委员会首脑会议闭幕時表示，沙特、巴林、阿拉伯联合酋长国和埃及已与卡塔尔恢复全面外交关系。
2021年8月11日，卡塔尔向沙特阿拉伯派駐大使。这是此次外交危機以来，卡塔尔首次向沙特派驻大使。9月17日，沙特王儲秘書公布了一張沙特王儲穆罕默德·本·薩勒曼、卡達埃米爾塔米姆·本·哈邁德、阿布達比王儲穆罕默德·本·扎耶德三人的運動便裝合照。
2023年4月12日，卡塔尔和巴林决定恢复外交关系。